# Nadja Spiegelman
Nadja Spiegelman (n. 13 mai 1987) este o scriitoare americană. 

## Biografie
Nadja Spiegelman este fiica jurnalistei Françoise Mouly și a autorului american, Art Spiegelman. Ea a crescut în Londra și New York, și a frecventat Stuyvesant High School. De atunci, locuiește în Paris și Brooklyn. Ea a participat la un atelier de scriere de Anne Fadiman la Universitatea Yale. Acesta a publicat trei cărți pentru copii, și în 2017 (Auto)biografie despre istoria familiei mamei sale.

## Lucrări
- Protect You from All This. Riverhead Books În 2017

Roman Grafic
- cu Trade Loeffler: Zig and Wikki in Something Ate My Homework. New York : Toon Books, 2014
- cu Trade Loeffler: Zig and Wikki in The Cow. Minneapolis, Minnesota : Spotlight, 2015
- cu Sergio García Sánchez: Lost in NYC: A Subway Adventure. New York, NY : TOON Books, 2015